# Чичерин (хутор)
Чиче́рин — хутор в Целинском районе Ростовской области. Был основан в 1920-х годах.
Входит в состав Среднеегорлыкского сельского поселения.

## География
Хутор Чичерин расположен на левом берегу реки Средний Егорлык примерно в 22 км к юго-западу от посёлка Целина. У западной границы хутора проходит федеральная трасса Р269 Ставрополь — Батайск.
Ближайшие населённые пункты — хутора Новодонской, Дачный и село Средний Егорлык.

## Население
| 2010 |
| ---- |
| 49   |

## Улицы
На хуторе имеется одна улица — Чичерина.